# Zajazd Owernii
Zajazd Owernii (malt. Berġa ta’ Alvernja, ang. Auberge d’Auvergne) – był jednym z ośmiu zbudowanych na terenie Valletty, miejsc zamieszkania rycerzy zakonnych kawalerów maltańskich zajazdów z tzw. langues (grup językowych). Został zbudowany dla rycerzy z obszaru Owernii.

## Historia obiektu
Nowa siedziba rycerzy z Owernii została zaprojektowana przez Girolama Cassara, maltańskiego architekta i inżyniera wojskowego, który w okresie lat sześćdziesiątych, siedemdziesiątych i osiemdziesiątych XVI wieku zaprojektował oraz nadzorował budowę kilkudziesięciu najważniejszych budynków w stolicy Malty, m.in. Pałacu Wielkiego Mistrza czy konkatedry Świętego Jana oraz np. Verdala Palace w Siġġiewi. Jej budowę rozpoczęto w latach 1571-1574, a zakończono w 1583 roku.
Budynek służył zakonowi do roku 1798 do momentu francuskiej okupacji Malty, kiedy to został przejęty przez wojska Napoleona. Po zajęciu wyspy przez Brytyjczyków obiekt został zajęty Armię Brytyjską. W 1825 roku był używany jako Tribunale di Pirateria oraz Corte di Fallimento. W 1840 roku gubernator Malty sir Henry Bouverie przeniósł do budymku zajadu Owernii sąd cywilny.
W czasie działań wojennych w czasie II wojny światowej zjazd został doszczętnie zburzony w wyniku zrzuconej przez Niemców w dniu 29 maja 1941 roku bomby. Nowy budynek, siedziba najważniejszych sądów na Malcie, został zbudowany na miejscu zniszczonego zajazdu w końcu lat sześćdziesiątych XX wieku. Budynek, który ma siedem pięter, z czego trzy pod ziemią, został otwarty przez premiera George’a Borga Oliviera, gubernatora generalnego Malty Maurice’a Henry’ego Dormana, arcybiskupa Malty Mikiela Gonziego przy udziale sędziów, ministrów i najważniejszych polityków Malty.